# Роженталь (Поморське воєводство)
Роженталь (пол. Rożental, нім. Rosenthal, 1942–45 Rosental) — село в Польщі, у гміні Пельплін Тчевського повіту Поморського воєводства.
Населення — 939 осіб (2011).
У 1975-1998 роках село належало до Гданського воєводства.

## Демографія
Демографічна структура станом на 31 березня 2011 року:
|          | Загалом | Допрацездатний вік | Працездатний вік | Постпрацездатний вік |
| -------- | ------- | ------------------ | ---------------- | -------------------- |
| Чоловіки | 454     | 131                | 302              | 21                   |
| Жінки    | 485     | 130                | 307              | 48                   |
| Разом    | 939     | 261                | 609              | 69                   |